# Akania
Akania é um género botânico monotípico pertencente à família Akaniaceae.

## Espécies
O gênero apresenta uma única espécie, originária da Austrália, desde o sudeste de  Queensland até o nordeste de Nova Gales do Sul.
- Akania bidwillii (Hend. ex Hogg) Mabb. 1989

### Sinonímia
- Lomatia bidwillii Hend. ex Hogg (1860)
- Akania hillii Hook.f. em G.Bentham & J.D.Hooker (1862)
- Cupania lucens F.Muell. (1862)
- Akania lucens (F.Muell.) Airy Shaw (1940)

Apesar de ser descrito apenas uma espécie atual do gênero Akania, o gênero estava mais diversificado e difundido na América do Sul durante o período Paleoceno; concretamente, na Argentina se tem recuperado fósseis de A. americana y A. patagonica.[carece de fontes?]